# Вишниця
Вишниця — річка в Україні, у межах Дрогобицького району Львівської області. Права притока Тисмениці (басейн Дністра).

## Опис
Довжина Вишниці 11 км, площа басейну 24 км². У верхів'ях річка типово гірська з V-подібною долиною; нижче долина трапецієподібна. Річище слабо звивисте, у нижній течії більш звивисте. Споруджено так званий Бориславський став,купальне озеро 'Вишниця', став 'Козацький хутір'.
Притоки: невеликі потічки.

## Розташування
Витоки розташовані серед північно-східних відногів Східних Бескидів (Карпати), між містами Бориславом і Трускавцем (на південний захід від Трускавця). Річка тече спочатку на північний схід, далі на північ, потім на північний захід, а в пригирловій частині — на північ. Впадає до Тисмениці біля північно-східної частини Борислава, яка носить назву Губичі, та неподалік від південно-західної околиці Дрогобича. 
Річка Вишниця протікає біля західної частини міста Стебника — Солець, та через село Модричі — по території виробітку рудника №2 ПАТ «Стебницьке гірничо-хімічне підприємство «Полімінерал». 
2017 року в руслі Вишниці утворилось карстове провалля, в яке почали впадати води річки, що становило загрозу нового розмиву підземних горизонтів. Щоб запобігти подальшому розмиванню  водою Вишниці карстових порожнин, було спрямовано річку в її природне русло за допомогою труб завдовжки 18 метрів та діаметром 1000 см.